# Frihetsmässa (Allmänna Sången-album)
Frihetsmässa är ett musikalbum från 2005 med Uppsalakören Allmänna Sången och Linnékvintetten. Dirigent är Cecilia Rydinger Alin. Skivan innehåller dels Sven-David Sandströms Frihetsmässa (text: Tomas Tranströmer och Margareta Jonth) men också hans Mässordinarium och psalm, Processionsmusik samt Ave Maris Stella. 

## Låtlista
1. Ave Maris Stella
2. Frihetsmässa: Opening
3. Frihetsmässa: Kyrie
4. Frihetsmässa: Gloria
5. Frihetsmässa: Credo
6. Frihetsmässa: Sanctus
7. Frihetsmässa: Agnus Dei
8. Frihetsmässa: Conclusion
9. Processionsmusik
10. Mässordinarium och psalm: Opening
11. Mässordinarium och psalm: Psalm
12. Mässordinarium och psalm: Kyrie
13. Mässordinarium och psalm: Gloria
14. Mässordinarium och psalm: Sanctus
15. Mässordinarium och psalm: Agnus Dei